# Bromek srebra
Bromek srebra – nieorganiczny związek chemiczny zaliczany do grupy bromków, sól bromowodoru i srebra. Jest substancją wyjątkowo czułą na światło, pod wpływem którego ciemnieje (następuje wtedy rozpad związku na brom i metaliczne srebro). Dzięki tej właściwości bromek srebra jest podstawowym składnikiem emulsji światłoczułych w błonach fotograficznych.
W przyrodzie występuje jako minerał bromargiryt.

## Otrzymywanie
Bromek srebra można otrzymać w wyniku reakcji bromku sodu lub potasu z azotanem srebra w środowisku wodnym:
AgNO
3 + KBr → AgBr↓ + KNO
3